# KYOKUGEN
KYOKUGEN（キョクゲン）は、毎年12月31日にTBS系列で放送されていた大型特別番組（スポーツ番組）。TBSの大型年越しスポーツ系番組『年またぎスポーツ祭り』の一環として放送されていた時期もある。2012年開始、2017年の放送をもって休止。この項目では2011年の前身番組についても取り扱う。

## 概要
TBSテレビが中継を行っていた大晦日の格闘技興行「Dynamite!!」の終了に伴い、それに代わるスポーツ番組として、2011年12月31日に「ビートたけしの勝手にスポーツ国民栄誉SHOW」という前身番組が放送された。2012年度から、大晦日〜元日をまたぐ大型スポーツテレソン「年またぎスポーツ祭り」のオープニングプログラム として改題・リニューアルされた。
大晦日に開催されるボクシングの世界タイトルマッチの試合会場（2015・16年はこれに格闘技興行の会場を含む）とTBSテレビのスタジオを多元生中継で結び、随時ボクシングのタイトルマッチなどの中継を実施しながら、総合司会を務めるビートたけし、爆笑問題とその年活躍したスポーツ選手をスタジオに招いて、その年のスポーツ界を振り返るトークや、過去に因縁があるスポーツ選手同士による番組ならではのドリームマッチ（一部事前収録有）などを展開する。
2018年は「平成最後の大晦日スペシャル!SASUKE2018&ボクシング井岡一翔世界タイトルマッチ」を放送（18:00 - 23:55）のため、本番組の制作が見送られる。2019年も同様で、コンプレックス枠形式による「SASUKE」のスペシャル特番とボクシング中継が放送された。

## 主な出演者
太字表示はいずれもTBSアナウンサー。

### 司会
総合MC
- ビートたけし

MC
- 爆笑問題（田中裕二・太田光）（2012年-2017年）

### 実況
- 赤荻歩
- 伊藤隆佑
- 土井敏之他

### リポーター
- 金山泉（毎日放送）
- 小島瑠璃子（タレント・スポーツキャスター、2015年・大阪府立体育会館、2016年・京都府立体育館MC）他

### 出場選手

#### 2011年
- 井岡一翔
- サッカー女子日本代表
- サッカー日本代表
- 三浦知良
- 中山雅史
- 室伏広治
- 古閑美保
- 上田桃子
- 田中将大
- 安藤美姫

#### 2012年
- 井岡一翔
- 清原和博
- 桑田真澄

#### 2013年
- 井岡一翔
- 田中将大
- リオネル・メッシ
- 香川真司
- 松井秀喜

#### 2014年
- 井岡一翔
- ジャン・ピエロ・ペレス
- 天笠尚
- ギジェルモ・リゴンドー
- 高山勝成
- 大平剛
- ネイマール
- 遠藤保仁
- リオネル・メッシ
- 大空翼（キャプテン翼より）
- 田中将大
- 前田健太
- 石川遼

#### 2015年
この年は大さん橋ホールでの格闘技興行 (NIPPON FIGHT)、大阪府立体育会館でのボクシングタイトルマッチの会場でのそれぞれ生中継と、TBSの本社スタジオからの事前収録が行われた。
キックボクシング (K-1ルール準拠 スタンディング特別ルール3分×3R)
- 魔裟斗
- 山本"KID"徳郁

ボクシングWBA世界フライ級タイトルマッチ
- 井岡一翔
- ファン・カルロス・レベコ

ボクシングIBF世界ミニマム級タイトルマッチ
- 高山勝成
- ホセ・アルグメド

スタジオトーク&特別対決
- 五郎丸歩
- 遠藤保仁
- リオネル・メッシ
- 宇佐美貴史
- 石川遼
- 宮里美香
- 中山雅史
- 田中将大
- 山田章仁
- 篠原信一
- 古閑美保
- 浅田舞

#### 2016年
2016年も大さん橋ホールから総合格闘技、京都府立体育館からボクシングの中継を織り込みながら、TBSテレビスタジオとの3元生中継となるが、格闘技とボクシングは21時前ごろからの放送となり、それまではスタジオからの生放送（一部の対決シーンは事前収録）となるため実質3部構成である。
ボクシング
WBA世界フライ級王座統一戦
- 井岡一翔（チャンピオン）
- スタンプ・キャットニワット（暫定王者）

IBF世界スーパー・バンタム級タイトルマッチ
- ジョナタン・グスマン（チャンピオン）
- 小國以載（チャレンジャー）

総合格闘技
- 魔裟斗
- 五味隆典

スタジオトーク&特別対決
スペシャルナビゲーター
- 中山雅史

スペシャルゲスト
- 2016年リオデジャネイロオリンピック・リオデジャネイロパラリンピックメダリスト

スタジオトークゲスト
- 篠原信一
- 浜口京子
- 浅田舞

ゴルフ
- 石川遼
- 松山英樹

サッカー
- メッシ
- スアレス
- 中村俊輔
- 遠藤保仁
- ネイマール
- 岡崎慎司

野球
- 田中将大
- 前田健太

テニス
- 錦織圭

#### 2017年
2017年は、大田区総合体育館からボクシングの中継、浅田真央の演技は新横浜スケートセンターから、また井岡一翔の引退記者会見の模様も生中継した。

## 主なスタッフ
- スーパーバイザー：阿部龍二郎、大久保竜
- ナレーター：鈴木英一郎
- 構成：堀江利幸、秋葉高彰、松本建一、荻森淳、鈴木三世、野口悠介、猿橋英之
- TM：大谷憲司
- TD：早川征典
- カメラ：中村年正
- 音声：鈴木誠司
- 照明：今井尚人
- VE：青栁陽子、對間敏文
- 美術プロデューサー：中西忠司
- 美術デザイナー：三須明子
- 美術制作：半田裕記
- 装置：藤満達郎、前野博幸
- 電飾：西田和正
- メカシステム：濱口利行
- アクリル装飾：渡邊卓也
- 衣装：岩崎孝典
- ロケ美術：本間昌弘、尻無浜宏人
- ヘアメイク：大野志穂
- ＜ボクシング中継＞
  - TD：重地渉
  - 音声：小澤義春
  - 照明：床井弘一
  - 美術プロデューサー：中原茂樹
  - 美術デザイナー：宇野宏美
  - 美術制作：立原英生
  - デスク：津下典子
  - AD：湯川淳平、河知旻
  - 進行：岡田浩一
  - SD：古山徹
  - 放送席：井関邦仁
  - ディレクター：高嶋基、添谷徳之、畔上健一
- ＜野球中継＞
  - TD：泉井誠
  - 音声：松崎真澄
  - ディレクター：小宮久幸、田中伸幸
  - AD：林沙織
  - 岸和田中継：末松敬治、樽裕二
  - 回線：韮澤亨峻
- CG：木村郁也（ドラゴンプーピクチャーズ）
- 音効：クォン ジンホ
- 編集・MA：オムニバス・ジャパン
- TK：アンタイム
- 撮影協力：Mizuno、ZETT
- 技術協力：MBS
- 編成：長尾昇、佐々木威憲
- 宣伝：渡辺圭一、磯谷昌宏、小山陽介
- AD：渡辺智、藤岡勇士、萩原愁詞、宇佐美幸徳、藤野研介、島津翔吾、石田亜伊
- AP：麻生邦浩、青木恭子
- ディレクター：仁井出亮、小野寺健、松井宏知、本橋剛、山本創、後藤健雄、上利浩史、津宏典
- チーフディレクター：青木章浩
- 協力プロデューサー：吉橋隆雄、清水等、鎌倉昭夫
- 野球中継プロデューサー：村口太郎
- ボクシング中継演出：山田修
- ボクシング中継プロデューサー：北村公一郎、片山譲治
- プロデューサー：板倉孝一、首藤光典、坂本真起子、内藤秀則
- 総合演出：立澤哲也
- 総合プロデューサー：横山英士
- 制作協力：極東電視台
- 製作著作：TBS

## 放送時間
いずれも12月31日
- 2011年（「ビートたけしの勝手にスポーツ国民栄誉SHOW」）18:00 - 23:39
  - 16:30 - 17:24に事前予告番組「ビートたけしの勝手にスポーツ国民栄誉SHOWついに開幕」（ローカルセールス）を放送
- 2012年「大晦日スポーツ祭り!KYOKUGEN2012」18:00-23:39
  - 15:00 - 17:30に事前予告番組「大晦日スポーツ祭り!KYOKUGEN2012 開幕直前スペシャル!」（同上）を放送
- 2013年「年またぎスポーツ祭り!KYOKUGEN2013」18:00 - 23:35
  - 15:00 - 16:24に事前予告番組「KYOKUGEN2013開幕直前SP」を放送、更に17:50 - 18:00にも予告番組「もうすぐ年またぎスポーツ祭りKYOKUGEN」を放送（いずれもローカルセールス）。
- 2014年「年またぎスポーツ祭り!史上最大の限界バトル KYOKUGEN2014」17:50 - 23:35（18:00まではローカルセールス）
  - 16:00 - 17:30に事前予告番組「年またぎスポーツ祭り!KYOKUGEN2014 もうすぐ開幕」を放送（ローカルセールス）。
- 2015年「史上最大の限界バトル KYOKUGEN2015」18:00 - 23:35
  - 11:55 - 12:57に事前予告番組「今夜ついに一挙開幕！KYOKUGEN2015 6大決戦どっち勝つ!?徹底予想SP」、16:00 - 16:57に「KYOKUGEN直前スペシャルマッチ ボクシング世界戦 田中恒成×サルダール」（CBCテレビ制作）、17:20 - 18:00に事前予告番組「史上最大の限界バトル KYOKUGEN2015 夜までまてない!対戦カード一挙公開」をそれぞれ放送（いずれもローカルセールス）。
- 2016年「史上最大の限界バトル!!KYOKUGEN2016」18:00 - 23:35
  - 17:20 - 18:00（ローカルセールス枠）で事前予告番組「史上最大の限界バトル　KYOKUGEN2016　開幕直前スペシャル」を放送。
- 2017年「史上最大の限界バトル!!KYOKUGEN2017」18:00 - 23:35
  - 今回は事前番組が一切編成されなかった。